# Tiquilia
Tiquilia es un género de plantas con flores perteneciente a la familia Boraginaceae. Comprende 31 especies descritas y de estas solo 28 aceptadas.

## Taxonomía
El género fue descrito por Christiaan Hendrik Persoon y publicado en Synopsis Plantarum 1: 157. 1805.

## Especies seleccionadas
- Tiquilia atacamensis
- Tiquilia brevifolia
- Tiquilia canescens
- Tiquilia conspicua
- Tiquilia dichotoma - tiquiltiquil del Perú[4]
- Tiquilia paronychioides